# Chthonius carinthiacus
Chthonius carinthiacus – gatunek zaleszczotka z rodziny Chthoniidae.
Takson ten opisany został po raz pierwszy w 1951 roku przez Maxa Beiera pod nazwą Chthonius (Neochthonius) pygmaeus carinthiacus. Jako miejsce typowe wskazano Bürgerboden w pobliżu Warmbad Villach w Austrii. W 1980 roku Giuliano Callaini opisał z kolei nowy gatunek Chthonius (Chthonius) baccettii z Andriano koło Bolzano we Włoszech. W 2004 roku Giulio Gardini wyniósł do rangi odrębnego gatunku takson opisany przez Beiera oraz zsynonimizował z nim gatunek opisany przez Callainiego.
Zaleszczotek ten ma nogogłaszczki zaopatrzone w szczypce pozbawione ujść gruczołów jadowych. Szczypce te różnią się od tych u pokrewnego Ch. pygmaeus długością wynoszącą od 0,66 do 0,85 mm oraz brązowym ubarwieniem dłoni, wyraźnie ciemniejszym niż pozostałych ich segmentów. U obu gatunków zęby na palcach szczypiec są drobne i płynnie przechodzą jeden w drugi. W widoku bocznym dłoń jest nabrzmiała z wyraźnie zaokrągloną stroną grzbietową. Palec ruchomy nie jest u nasady zaopatrzony w wewnętrzną apodemę wzmacniającą. Spośród bioder odnóży krocznych te drugiej i trzeciej pary wyposażone są w kolce biodrowe. Odnóża kroczne pierwszej i drugiej pary mają jednoczłonowe stopy, natomiast odnóża kroczne pary trzeciej i czwartej mają stopy dwuczłonowe.
Gatunek palearktyczny, europejski. Znany jest z Austrii, Czech, Słowacji, Słowenii i Włoch.